# Stavanger (stacja kolejowa)
Stavanger – węzłowa stacja kolejowa w Stavanger w Norwegii na linii Sørlandsbanen. Stacja jest położona 598 km od Oslo.

## Ruch pasażerski
Stacja obsługuje zarówno ruch pasażerski na linii Sørlandsbanen jak i ruch lokalny przy pomocy linii aglomeracyjnej Jærbanen.

## Obsługa pasażerów
Poczekalnia, kasy biletowe, telefon publiczny, parking krótkoterminowy, parking rowerowy, automatyczna przechowalnia bagażu, usprawnienia dla niepełnosprawnych, kiosk, kawiarnia, bankomat, przystanek autobusowy, postój taksówek